# Alina Szeminska
Alina Szeminska (Varsòvia, 12 de setembre de 1907 -14 de febrer de 1986) fou una psicòloga i professora d'universitat polonesa, que va iniciar juntament amb Jean Piaget l'estudi de la numeració i les capacitats dels nens per construir representacions mentals, independentment dels objectes, de la seva diversitat, i també de la seva propietat perceptiva.

## Infantesa i formació
Passa la seva infantesa entre Suècia i Polònia i prossegueix els seus estudis secundaris a Varsòvia. La seva elecció d'estudis de medicina no és possible a causa de la prohibició d'accés a les dones. Pel que al 1926 marxa a estudiar la psicologia infantil a Berlín amb Wolfgang Köhler, Lewin i Wertheimer. Wolfgang Köhler aconsella a Alina Szeminska que torni a la universitat de Ginebra per estudiar amb Jean Piaget, la qual cosa fa al 1928. Al 1932 obté un doctorat en filosofia, amb menció en pedagogia, després és assistent de Piaget a l'institut Jean-Jacques Rousseau (1932-1939), i col·labora amb Bärbel Inhelder.

## Durant la segona guerra mundial
El 31 d'agost de 1939 torna a Polònia, vetlla de la invasió de Polònia pels nazis. El 1r. de setembre de 1939, el premer tanc alemany travessa la frontera polonesa. Llavors, Alina Szeminska treballa a la Creu Roja polonesa i dirigeix el despatx de les persones desaparegudes. Es compromet amb la resistència polonesa i és arrestada al 1942, empresonada durant nou mesos abans de ser deportada a Auschwitz el 1943. És alliberada el 1945 per l'exèrcit rus.

## Carrera professional
Alina Szeminska funda després de la guerra una clínica per a orfes a Varsòvia. Aplica els principis de la consulta psicològica amb la finalitat de mantenir els passos a seguir en l'adopció de menors. També ensenya a l'institut per a la formació dels ensenyants. Al 1949, passa a ser directora d'una clínica psicològica per a nens escolaritzats. Al 1952 treballa a l'Institut Pedagògic de Varsòvia, on és responsable del departament de psicologia. Prossegueix recerques sobre la psicologia i l'ensenyament de les matemàtiques, i és nomenada professora de la facultat de pedagogia de la universitat de Varsòvia al 1956. Al 1967 rep una autorització per tornar a Ginebra, on passa un any al Centre de Epistemologia Genètica de Piaget. El 1979, la universitat de Ginebra li atorga un doctorat honoris causa.
Condueix recerques sobre el desenvolupament de les nocions numèriques i espacials en la infància. És coautora al costat de Jean Piaget de dos treballs de recerca, i autora de Prova d'anàlisi psicològica del raonament matemàtic.

## Obres
- La Gènesi del nombre en el nen, amb Jean Piaget, Neuchâtel, Delachaux i Niestlé, 1941 (ISBN 978-2603008393).
- La Geometria espontània en la nena, amb Jean Piaget & Barbel Inhelder, París, Puf, coll. « Biblioteca contemporània », 1949 (ISBN 978-2130325918).
- Prova d'anàlisi psicològica del raonament matemàtic, Quaderns de pedagogia experimental i de psicologia de la nena, 1935